# Jean-Joseph de Mondonville
Jean-Joseph Cassanéa de Mondonville (ur. 25 grudnia 1711 w Narbonie, zm. 8 października 1772 w Belleville, obecnie w obrębie Paryża) – francuski skrzypek i kompozytor epoki baroku.
W 1738 przeniósł się z arystokratycznej siedziby swoich przodków do Paryża, gdzie został skrzypkiem i dyrektorem orkiestry Concert Spirituel. Między 1734 a 1755 skomponował 17 wielkich motetów.

## Niektóre dzieła

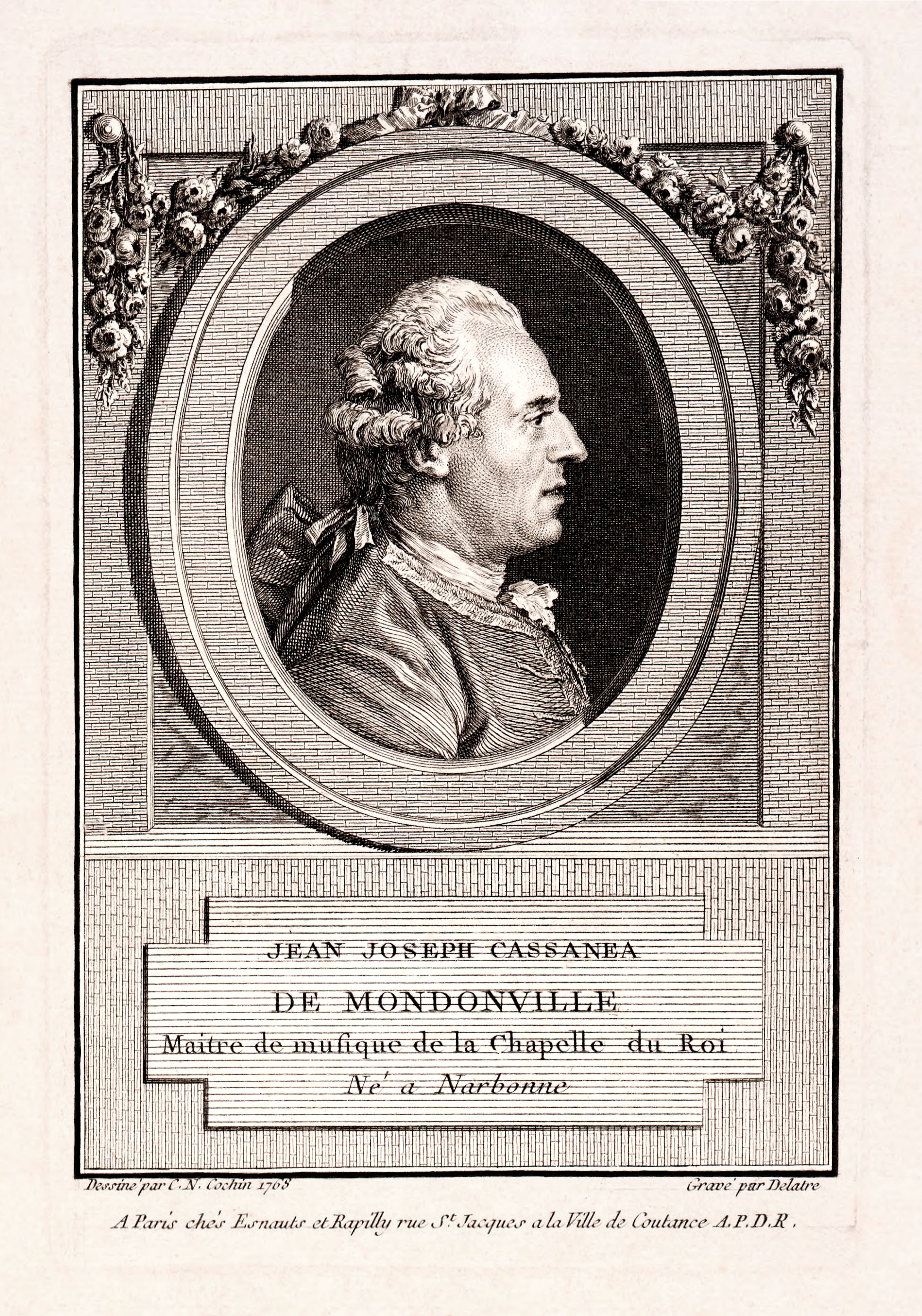
Jean-Joseph Cassanéa de Mondonville

### Opery
- 1749 – Le Carnaval du Parnasse
- 1753 – Titon et l'Aurore (Tyton i Jutrzenka)
- 1754 – Daphnis et Alcimadure
- 1754 – Les Fêtes de Paphos (Święta radosne w Pafos)
- 1765 – Thésée

### Grands motets
Z 17 napisanych zachowało się 9
- Dominus regnavit decorum (Psalm 92) (1734)
- Jubilate Deo (Psalm 99) (1734)
- Magnus Dominus (Psalm 47) (1734)
- Cantate domino (Psalm 149) (1743)
- Venite exultemus Domino (Psalm 94) (1743)
- Nisi Dominus aedficavit (Psalm 126) (1743)
- De profundis (Psalm 129) (1748)
- Coeli enarrant gloria (Psalm 18) (1750)
- In exitu Israel (Psalm 113) (1753)